# Santa Rosa Aerodrome
Santa Rosa Aerodrome är en flygplats i Argentina. Den ligger i den centrala delen av landet, 600 km väster om huvudstaden Buenos Aires. Santa Rosa Aerodrome ligger 192 meter över havet.
Terrängen runt Santa Rosa Aerodrome är platt. Närmaste större samhälle är Santa Rosa, 3,2 km söder om Santa Rosa Aerodrome.
Runt Santa Rosa Aerodrome är det i huvudsak tätbebyggt. Runt Santa Rosa Aerodrome är det ganska glesbefolkat, med 43 invånare per kvadratkilometer.